# Li Sheng (peintre du Xe siècle)
Pour les articles homonymes, voir Li Sheng.
Li Sheng ou Li Cheng (李昇, surnom : Jinnu 錦奴) est un peintre chinois du Xe siècle, originaire de Chengdu,  province du Sichuan. Ses dates de naissance et de décès ne sont pas connues, mais on sait qu'il est actif pendant la dynastie des Shu antérieurs (908-925).

## Biographie
Célèbre paysagiste qui a, dit-on, au début de sa carrière, étudié le style de Li Sixun, hypothèse qui n'est sans doute destinée qu'à établir la tradition d'une possible descendance de ce dernier. On l'appelle d'ailleurs « le petit général Li » surnom déjà attribué à Li Zhaodao, fils avéré de Li Sixun. Il peint aussi des sujets bouddhistes et des scènes à personnages, mais le paysage constitue la partie la plus significative de son œuvre. D'après certaines sources littéraires, c'est en contemplant un paysage de Zhang Zao des Tang, qu'il décide de peindre les paysages de son pays natal en se fiant à sa propre inspiration, et notamment les sites fameux tel le Mont Emei. Le critique Guo Ruoxu dit justement avoir vu une peinture intitulée Les vingt-quatre transformations de la montagne, peut-être le Mont Emai aux vingt-quatre heures du jour ?

## Attributions abusives
Li Sheng laisse une influence fort importante dans les siècles ultérieurs, mais aucune de ses œuvres ne nous est parvenue ; toutefois le Xuanhe huapu, catalogue des collections impériales de peintures sous la dynastie Song, mentionne cinquante-deux œuvres de lui, œuvres classées dans les sujets bouddhistes. De plus, ce même ouvrage dit que l'on attribue souvent par erreur les œuvres de Li Sheng à Wang Wei, sur ce sujet, Mi Fu dans son Huashi (histoire de la peinture) raconte comment, ayant acheté un paysage de Li Sheng, il l'échange contre un autographe ancien avec un ami qui, effaçant la signature de peinture : Li Sheng, homme de Shu, y inscrit les caractères de Li Sixun. « Aujourd'hui », dit Mi Fu, « les gens aime le faux et n'aiment pas le vrai : c'est déplorable ».